# Emery (band)
Emery is een Amerikaanse posthardcore band uit Seattle, Washington D.C., momenteel onder contract bij BadChristian Music. Emery werd opgericht in Rock Hill (South Carolina) door Toby Morrell, Devin Shelton, Matt Carter, Josh Head, Joel Green en Seth Studley, en verhuisde naar Seattle om een meer op muziek gerichte circuit te bereiken. Voordat hij bij Tooth & Nail Records tekende, nam Emery de twee ep's The Columbus EEP Thee en The Weak's End demo op, die ze gebruikten om de aandacht van labels te trekken. Met Tooth & Nail hebben ze vijf studioalbums en twee ep's opgenomen. Hun debuutalbum The Weak's End werd uitgebracht in 2004, gevolgd door The Question in 2005 en I'm Only A Man in 2007. Deze laatste vervulde Emery's contract met Tooth & Nail. De band tekende echter opnieuw bij het label en bracht ... In Shallow Seas We Sail op 2 juni 2009 en We Do What We Want op 29 maart 2011 uit. Na ondertekening bij BadChristian Music bracht de band You Were Never Alone uit op 19 mei 2015 en Eve op 9 november 2018.

## Bezetting
Huidige leden
- Toby Morrell (leadzang, 2001–heden; basgitaar, 2011–heden, in studio; gitaar, 2001, 2015—heden)
- Devin Shelton (zang, 2001-2011, 2013–2014, 2015-heden; basgitaar, 2006-2011, 2013–2014, 2015—heden; gitaar, 2001-2006; drums, 2001)
- Josh Head (onzuivere zang, keyboards, synthesizer, achtergrondzang, 2001–heden)
- Matt Carter (gitaar, achtergrondzang, 2001–heden)
- Dave Powell (drums, percussie, 2005–heden)

Huidige toermuzikanten
- Chris Keene (gitaar, basgitaar, 2017—heden)

Voormalige leden
- Joey Svendsen (basgitaar, 2001)
- Joel 'Chopper' Green (basgitaar, 2001–2006)
- Seth Studley (drums, percussie, 2001–2004)

Voormalige toermuzikanten
- Andy Nichols (basgitaar, achtergrondzang, 2011–2013, 2015; drums, 2016)
- Matt MacDonald (basgitaar, achtergrondzang, 2015)
- Jeremy Spring (basgitaar, achtergrondzang, 2014)
- Dane Andersen (drums, percussie, 2012)
- Andrew Nyte (drums, percussie, 2013)

## Geschiedenis

### Vroege jaren (2000–2010)
Emery werd in 2001 opgericht in Rock Hill, South Carolina, maar verhuisde naar Seattle, op zoek naar een betere muzikale omgeving. De band is vernoemd naar een eersteklasser, die Toby Morrell ontmoette terwijl hij werkte als stagiair voor een leraar op de universiteit. De vier leden van de band destijds, Toby Morrell (zang/gitaar), Devin Shelton (drums), Matt Carter (gitaar/keyboards), en Joel 'Chopper' Green (bas) verlieten Rock Hill voor Seattle op 11 september, de dag van de terroristische aanslagen. Ze ontdekten de aanvallen toen ze stopten bij een plaatselijk restaurant in South Carolina. De meeste leden zijn van de bands Sachul, Joe 747, Simply Waynes en Oogie Brown. Na een tijdje brak Seth Studley, die een van de oorspronkelijke leden van de band was, uit een serieuze relatie en volgde hen naar Seattle en hervatte zijn post als drummer. Omdat Seth de drums overnam, nam Devin de positie van gitarist in.
Nadat Emerald City hun nieuwe thuis was geworden in Seattle, tekende Emery in 2002 een platencontract met Tooth & Nail Records, ook uit Seattle. Emery verspilde geen tijd en werkte samen met producent/technicus Ed Rose en werkte aan hun debuutalbum The Weak's End. Het werd geproduceerd in de Black Lodge Studio in Eudora (Kansas) en uitgebracht in januari 2004 door Tooth & Nail Records. Emery toerde uitgebreid om hun nieuwe publicatie te promoten. Tijdens het toeren besloot Seth Studley de band te verlaten om te trouwen en Emery moest op zoek naar een nieuwe drummer. Tijdens het toeren met Haste the Day deed Dave Powell auditie en werd officieel in de band opgenomen in november 2005. Powell speelde oorspronkelijk in de in Indianapolis gevestigde metalcore/hardcore band The Bowels of Judas.
Kort na het toeren ging Emery terug naar de studio om hun volgende plaat op te nemen met productie van Aaron Sprinkle. De opnamesessies namen vijf weken in beslag. The Question werd uitgebracht op 2 augustus 2005. Studying Politics werd uitgebracht als de eerste single van het album met een video, die op 29 juni 2005 verscheen. Op 21 november 2006 bracht Emery The Question opnieuw uit met een dvd, vijf akoestische versies van eerder opgenomen nummers en twee nieuwe demonummers, geproduceerd door Matt Carter. De dvd bevatte een documentaire van Emery, livesongs en bonusmateriaal. Na de heruitgave besloot Joel 'Chopper' Green de band te verlaten. Op 19 september 2006 plaatste Emery een blog op hun website waarin het vertrek werd uitgelegd. Devin en Toby hebben nu van bas gewisseld tijdens concerten en in de studio.
Tijdens een tournee met Underoath in Australië kondigde Emery aan dat ze het nieuwe album I'm Only a Man zouden uitbrengen, dat voor de officiële publicatie op 2 oktober 2007 op het internet lekte. Het werd geproduceerd door Ryan Boesch en Matt Carter en opgenomen bij de Dark Horse Recording Studio in Tennessee. Het ontving gemengde beoordelingen. Emery bracht ook een luxe editie van het album uit met vier akoestische nummers, die werden opgenomen tijdens de Take Action Tour met The Red Jumpsuit Apparatus en een dvd met livebeelden en een documentaire. Aan de iTunes-versie van de luxe editie werd ook het bonusnummer Whoa! Man toegevoegd. Emery kondigde in een interview op TVU aan dat ze de nieuwe ep While Broken Hearts Prevail met 8 nummers, die op 28 oktober 2008 uitkwam, hadden voltooid. Ze begonnen een deel van het nieuwe materiaal in première te brengen tijdens de tournee-opening voor The Almost, waaronder Edge of the World.
In een interview met Toby Morrell kondigde Emery aan, dat ze het nieuwe album ... In Shallow Seas We Sail zouden uitbrengen. Tot de aankondiging dat Emery ontslag nam bij Tooth & Nail Records, was het niet zeker of de band een nieuw label zou zoeken, aangezien hun contract was verlopen. Ze tekenden opnieuw met Tooth & Nail en gaven al snel informatie over hun nieuwe publicatie. Op 7 april 2009 bracht Emery het nieuwe nummer Cutthroat Collapse uit op hun Myspace, Purevolume en iTunes. Op 29 mei 2009 plaatste Emery ... In Shallow Seas We Sail in zijn geheel op hun Myspace. Op 2 juni 2009 werd ... In Shallow Seas We Sail officieel uitgebracht. Emery bevestigde ook tijdens een chatgesprek op AbsolutePunk, dat hun eerste videoclip van het nieuwe album Cutthroat Collapse zou worden. Tijdens hun Amerikaanse headliner-tournee, had Emery data gefilmd voor een dvd in de maak. De publicatiedatum was op dit moment onbekend. Emery ging op tournee om Underoath te ondersteunen tijdens hun herfst/winter-headliner tournee voor de rest van het jaar. In de zomer van 2010 gingen ze op de Scream it Like You Mean It-tournee met Silverstein, Ivoryline, Dance Gavin Dance, We Came as Romans, Sky Eats Airplane en I Set My Friends On Fire.

### Recente activiteiten (2011–heden)
Op 26 januari 2011 werd aangekondigd dat het vijfde album We Do What We Want zou worden uitgebracht op 29 maart 2011. De band bracht ook een clip uit van het nummer Scissors. Het nummer Curse of Perfect Days is uitgebracht bij christelijke rockradiostations. Op 31 januari 2011 kondigde zanger, ritmegitarist en bassist Devin Shelton aan, dat hij voor onbepaalde tijd een pauze gaat inlassen van Emery.
Op 1 februari 2011 werd het nummer The Cheval Glass uitgebracht op de Facebook-, YouTube- en Myspace-pagina van de band. Op 17 februari 2011 kondigde de band aan dat We Do What We Want zou worden uitgebracht via zowel Tooth & Nail als hun hardcore/metal-onderafdeling Solid State Records, wat het zwaardere geluid van het album weerspiegelt. Emery opende de Do What You Want tournee samen met de bands To Speak of Wolves en Hawkboy (voorheen As Cities Burn). Tijdens hun tournee heeft de band aangekondigd dat ze een akoestisch album zouden uitbrengen. Op 28 maart 2011 bracht Emery een stream uit van hun nieuwe album We Do What We Want op AOL.com.
Op 9 mei 2011 bracht Emery een videoclip uit voor het nummer The Cheval Glass. Op 9 augustus brachten ze een videoclip uit voor het nummer Scissors. Op 18 oktober 2011 bracht Tooth & Nail het verzamelalbum Ten Years uit, afkomstig van Emery's eerste vier albums. In 2012 werkten Matt Carter en Toby Morrell aan het akoestische project Matt & Toby. Als resultaat werd op 19 november 2012 een titelloos album uitgebracht via Tooth & Nail Records. Ter ondersteuning van het album toerde Matt & Toby een "Living Room Tour" in oktober/november 2012 en januari/februari 2013. Tijdens de shows speelden ze songs van het album, maar ook Emery-songs en enkele covers in akoestiek. In 2013 verliet Emery Tooth & Nail/Solid State Records en richtte hun eigen label BadChristian Music op. In 2013-2014 speelde Emery een tweedelige The Weak's End 10th Anniversary-tournee, waarbij Devin Shelton zich voegde.
In maart 2014 bracht de band een demo uit van twee nieuwe nummers. Het album You Were Never Alone, gefinancierd via crowdfunding, zou medio 2014 worden uitgebracht, maar de publicatiedatum werd later verplaatst. Op 28 april 2015 bracht de band een videoclip uit voor het nummer Hard Times. You Were Never Alone werd uitgebracht op 19 mei 2015 via BadChristian Music en verscheen in verschillende Billboard-hitlijsten: #69 in de Billboard 200, #1 in de Top Christian Albums, #6 in de Independent Albums, #8 over alternatieve muziek, #10 in de Top Rock Albums en #31 in de Top Album Sales. In juni 2015 bracht gitarist Matt Carter zijn podcast Break It Down With Matt Carter uit. De eerste 12 afleveringen waren een track-by-track uitsplitsing van You Were Never Alone met een interview met andere bandleden, producenten en vrienden van andere bands. In oktober 2015 brachten Carter en Morrell een tweedelige aflevering uit van de Break It Down-podcast, waarin werd uitgelegd hoe You Were Never Alone een conceptalbum is, met elk nummer als een ander verhaal uit de Bijbel. Op 14 december 2015 bracht de band de acht nummers tellende ep We Wish You Emery Christmas uit als gratis download.
Op 30 april 2016 bracht Emery de ep Emery Acoustic: Live in Houston uit. Op 17 maart 2017 startte Emery een crowdfunding-campagne voor het volgende album met het doel van $ 50.000, een dag na het begin van de campagne. Elke donateur kreeg een instant download van Emery: de ep Classics Reimagined inclusief opnieuw uitgevoerde versies van So Cold I Can See My Breath, As Your Voice Fades en The Smile, The Face. Op 17 november 2017 bracht Emery Revival: Emery Classic Reimagined uit, een album met alle drie de nummers van Emery: de ep Classics Reimagined plus nog zeven nummers uit de catalogus van de band, opnieuw gerangschikt in akoestiek. Op 9 november 2018 bracht Emery hun zevende album Eve uit.

## Stijl
Terwijl de band het stigma vermijdt om een christelijke band genoemd te worden, zijn de leden allemaal christelijk en verkennen ze een grote verscheidenheid aan lyrische thema's in hun muziek. Het bandgeluid varieert tussen posthardcore, melodieuze hardcore, emocore, hard rock, alternative rock en meest recentelijk metalcore.

## BadChristian
Toby Morrell, Matt Carter en hun vriend, dominee en voormalig Emery-bassist Joey Svendsen runden vroeger de blog Un-learning, waar ze schreven over morele en religieuze kwesties. De bedoeling was meestal om open discussies te houden over gevoelige onderwerpen, terwijl je verschillende standpunten kreeg (christen, atheïst, etc.) In 2013 werd Un-learning opnieuw opgestart als BadChristian. Behalve dat het een blog is, dient BadChristian ook als podcast waar de drie discussiëren met gasten zoals Underoath, Norma Jean, Thrice etc. BadChristian dient ook als eigen label van de band met de titel BC Music. Het label omvat Emery, Matt & Toby, The Classic Crime, Vocal Few, Kings Kaleidoscope, Abandon Kansas, Pacific Gold, Zach Bolen (van Citizens & Saints) en House of Heroes .
In 2014 publiceerde BadChristian de boeken BadChristian, Great Saviour en The M Word. In 2015 bracht BadChristian de BadChristian-app uit voor iOS, Android en Windows Phone. Het biedt gratis mobiele toegang tot de BC-blog, podcasts en enkele van de BC Music-artiestenmuziek. Dus publiceerde BadChristian in 2015 het derde e-boek BadChristian Tackles the Lighter Topics.

## Bijprojecten
- Toby Morrell had een zijproject met de titel I Am Waldo. De muziek was gebaseerd op het boek Psalmen en was grotendeels akoestisch.
- Het zijproject van Devin Shelton heette Devinitely. Aanvankelijk was zijn muziek voornamelijk r&b en gemaakt met GarageBand. Na afscheid te hebben genomen van Emery in 2011, besloot Shelton solo te spelen onder zijn eigen naam en bracht op 22 januari 2013 het debuutalbum Life & Death uit. Het bevat 10 nummers, waaronder een alternatieve versie van Crumbling, die oorspronkelijk was uitgebracht als een bonustrack voor Emery's We Do What We Want (2011). Shelton bracht zijn vervolgalbum Sensation uit op 6 januari 2017. Het bevat 12 nummers.
- Dave Powell zit in de indierockband Beyond Oceans met Jason Barnes[11] en Brennan Chaulk[12] (beide voorheen van Haste the Day). Begin 2013 stemde hij ermee in drums te spelen op het komende reünie/afscheidsalbum van Trenches, maar werd later vervangen door de originele banddrummer Zach Frizzell.
- Matt Carter en Toby Morrell hebben hun krachten gebundeld om het zijproject Matt and Toby Band te creëren. Ze brachten in oktober 2012 een volledig, titelloos album uit in het kader van dit zijproject en waren na de publicatie op verschillende huiskamertournees in de Verenigde Staten. Matt en Toby hebben gezegd dat ze onder deze band meer muziek willen uitbrengen. In 2017 bracht het project I Quit Church uit.

## Discografie
- 2004: The Weak's End
- 2005: The Question
- 2007: I'm Only a Man
- 2009: ...In Shallow Seas We Sail
- 2011: We Do What We Want
- 2015: You Were Never Alone
- 2018: Eve
- 2020: White Line Fever

## Tijdlijn
Timeline